# Moeris (bướm nhảy)
Moeris là một chi bướm ngày thuộc họ Bướm nâu.